# Pac-12 Conference 2023 (pallavolo)
La Pac-12 Conference 2023 si è svolta dal 20 settembre al 26 novembre 2023: al torneo hanno partecipato 12 squadre universitarie statunitensi e la vittoria finale è andata per la ventunesima volta, la seconda consecutiva, alla Stanford.

## Regolamento
È prevista una stagione regolare che vede le dodici formazioni impegnate disputare un totale di venti incontri ciascuna; parallelamente vengono disputati anche degli incontri extra-conference contro formazioni appartenenti ad altre conference o non affiliate ad alcuna di esse, dando vita a due classifiche separate una relativa alla Pac-12 Conference ed una totale.
- La squadra vincitrice della Pac-12 Conference si qualifica automaticamente al torneo NCAA, occupando uno dei 32 posti che spettano di diritto alle squadre vincitrici delle rispettive conference;
- Le altre squadre concorrono alla qualificazione al torneo NCAA attraverso la classifica totale, che assegna i restanti 32 posti alle migliori squadre, sulla base del rapporto tra vittorie e sconfitte, che non abbiano ottenuto la qualificazione automatica.

## Squadre partecipanti
| Club                | Nickname     | Stagione | Città          | Stato      | Impianto               | Stagione precedente                                          |
| ------------------- | ------------ | -------- | -------------- | ---------- | ---------------------- | ------------------------------------------------------------ |
| Arizona             | Wildcats     | Dettagli | Tucson         | Arizona    | McKale Memorial Center | 10ª in Pac-12 Conference                                     |
| Arizona State       | Sun Devils   | Dettagli | Tempe          | Arizona    | Wells Fargo Arena      | 9ª in Pac-12 Conference                                      |
| UC Berkeley         | Golden Bears | Dettagli | Berkeley       | California | Haas Pavilion          | 12ª in Pac-12 Conference                                     |
| UC Los Angeles      | Bruins       | Dettagli | Los Angeles    | California | Pauley Pavilion        | 7ª in Pac-12 Conference                                      |
| Colorado            | Buffaloes    | Dettagli | Boulder        | Colorado   | Coors Events Center    | 5ª in Pac-12 Conference, Primo turno in NCAA Division I      |
| Oregon              | Ducks        | Dettagli | Eugene         | Oregon     | Matthew Knight Arena   | 2ª in Pac-12 Conference, Elite Eight in NCAA Division I      |
| Oregon State        | Beavers      | Dettagli | Corvallis      | Oregon     | Gill Coliseum          | 11ª in Pac-12 Conference                                     |
| Southern California | Trojans      | Dettagli | Los Angeles    | California | Galen Center           | 4ª in Pac-12 Conference, Secondo turno in NCAA Division I    |
| Stanford            | Cardinal     | Dettagli | Stanford       | California | Maples Pavilion        | Vincitrice Pac-12 Conference, Elite Eight in NCAA Division I |
| Utah                | Utes         | Dettagli | Salt Lake City | Utah       | Jon M. Huntsman Center | 8ª in Pac-12 Conference                                      |
| Washington          | Huskies      | Dettagli | Seattle        | Washington | Hec Edmundson Pavilion | 5ª in Pac-12 Conference, Primo turno in NCAA Division I      |
| Washington State    | Cougars      | Dettagli | Pullman        | Washington | Bohler Gymnasium       | 3ª in Pac-12 Conference, Secondo turno in NCAA Division I    |

## Torneo

### Regular season

#### Classifica
| Pos. | Squadra             | Conference | Conference | Conference | Conference | Overall | Overall | Overall | Overall |
| Pos. | Squadra             | Pt         | G          | V          | P          | Pt      | G       | V       | P       |
| ---- | ------------------- | ---------- | ---------- | ---------- | ---------- | ------- | ------- | ------- | ------- |
| 1.   | Stanford            | .950       | 20         | 19         | 1          | .896    | 29      | 26      | 3       |
| 2.   | Oregon              | .800       | 20         | 16         | 4          | .838    | 31      | 26      | 5       |
| 3.   | Arizona State       | .700       | 20         | 14         | 6          | .812    | 32      | 26      | 6       |
| 3.   | Washington State    | .700       | 20         | 14         | 6          | .774    | 31      | 24      | 7       |
| 5.   | Southern California | .600       | 20         | 12         | 8          | .599    | 30      | 18      | 12      |
| 6.   | UC Los Angeles      | .500       | 20         | 10         | 10         | .599    | 30      | 18      | 12      |
| 7.   | Colorado            | .400       | 20         | 8          | 12         | .516    | 31      | 16      | 15      |
| 8.   | Washington          | .350       | 20         | 7          | 13         | .516    | 31      | 16      | 15      |
| 9.   | Oregon State        | .350       | 20         | 7          | 13         | .366    | 30      | 11      | 19      |
| 10.  | Utah                | .300       | 20         | 6          | 14         | .366    | 30      | 11      | 19      |
| 10.  | UC Berkeley         | .250       | 20         | 5          | 15         | .516    | 31      | 16      | 15      |
| 12.  | Arizona             | .150       | 20         | 3          | 17         | .258    | 31      | 8       | 23      |

      In NCAA Division I come vincitrice di Conference
      In NCAA Division I attraverso la classifica totale

## Premi individuali
| Premio                   | Giocatrice          | Squadra             |
| ------------------------ | ------------------- | ------------------- |
| Player of the Year       | Kendall Kipp        | Stanford            |
| Freshman of the Year     | Li Xuemeng          | UC Berkeley         |
| Setter of the Year       | Kamerynn Miner      | Stanford            |
| Libero of the Year       | Elena Oglivie       | Stanford            |
| Coach of the Year        | Jamison Van Niel    | Arizona State       |
| All-Pac-12 Team          | Caitlin Baird       | Stanford            |
| All-Pac-12 Team          | Mimi Colyer         | Oregon              |
| All-Pac-12 Team          | Annamarie Dodson    | UC Los Angeles      |
| All-Pac-12 Team          | Skylar Fields       | Southern California |
| All-Pac-12 Team          | Samantha Francis    | Stanford            |
| All-Pac-12 Team          | Gabrielle Gonzales  | Oregon              |
| All-Pac-12 Team          | Magdaléna Jehlářová | Washington State    |
| All-Pac-12 Team          | Kendall Kipp        | Stanford            |
| All-Pac-12 Team          | Marta Levinska      | Arizona State       |
| All-Pac-12 Team          | Morgan Lewis        | Oregon              |
| All-Pac-12 Team          | Li Xuemeng          | UC Berkeley         |
| All-Pac-12 Team          | Kara McGhee         | Oregon              |
| All-Pac-12 Team          | Kamerynn Miner      | Stanford            |
| All-Pac-12 Team          | Elena Oglivie       | Stanford            |
| All-Pac-12 Team          | Hannah Pukis        | Oregon              |
| All-Pac-12 Team          | Elia Rubin          | Stanford            |
| All-Pac-12 Team          | Pia Timmer          | Washington State    |
| All-Pac-12 Team          | Amelia Tuaniga      | Southern California |
| Pac-12 All-Freshman Team | Kierstyn Barton     | Washington          |
| Pac-12 All-Freshman Team | Lily Dwinell        | Colorado            |
| Pac-12 All-Freshman Team | Kamryn Gibadlo      | Utah                |
| Pac-12 All-Freshman Team | Li Xuemeng          | UC Berkeley         |
| Pac-12 All-Freshman Team | Cayla Payne         | Colorado            |
| Pac-12 All-Freshman Team | Katy Wessels        | Washington          |
| Pac-12 All-Freshman Team | London Wijay        | Southern California |

## Classifica finale
| Pos | Squadra             | Qualificazione       |
| --- | ------------------- | -------------------- |
| 1   | Stanford            | NCAA Division I 2023 |
| 2   | Oregon              | NCAA Division I 2023 |
| 3   | Arizona State       | NCAA Division I 2023 |
| 3   | Washington State    | NCAA Division I 2023 |
| 5   | Southern California | NCAA Division I 2023 |
| 6   | UC Los Angeles      |                      |
| 7   | Colorado            |                      |
| 8   | Washington          |                      |
| 9   | Oregon State        |                      |
| 9   | Utah                |                      |
| 11  | UC Berkeley         |                      |
| 12  | Arizona             |                      |